# Drajevo, Iambol
Drajevo (în bulgară Дражево) este un sat în comuna Tundja, regiunea Iambol,  Bulgaria. 

## Demografie
Componența etnică a satului Drajevo
     Bulgari (70,72%)
     Romi (12,17%)
     Nicio identificare (17,1%)
     Altele (0%)
La recensământul din 2011, populația satului Drajevo era de 690 locuitori. Din punct de vedere etnic, majoritatea locuitorilor (70,72%) erau bulgari, cu o minoritate de romi (12,17%). Pentru 17,1% din locuitori nu este cunoscută apartenența etnică.